# Brodiechelys
Brodiechelys is een geslacht van uitgestorven landschildpadden uit de familie Xinjiangchelyidae. Overblijfselen van Brodiechelys dateren uit het Vroeg-Krijt (Berriasien tot Barremien), en zijn gevonden in het Verenigd Koninkrijk en Spanje.
In 1889 benoemde Richard Lydekker Plesiochelys brodiei. De soortaanduiding eert William R. Brodie, de amateurpaleontoloog uit Swanage die midden negentiende eeuw vele fossielen vond, waaronder die van schildpadden. In 1928 benoemde Franz Nopcsa het aparte geslacht Brodiechelys, 'Brodies schildpad'. De typesoort van dit geslacht is de oorspronkelijke soortnaam, dus Plesiochelys brodiei. De combinatio nova is Brodiechelys brodiei. Het holotype is  NHMUK R2643, een pantser gevonden aan Brighstone Bay op de kust van de Isle of Wight.
Men dacht dat Brodiechelys brodiei alleen afkomstig was uit de Wealden-groep van het Verenigd Koninkrijk, maar er werden exemplaren van tien pantsers gevonden in de vindplaats Brightstone Bay in het Wessex Sub-bekken van het Isle of Wight. Buiten de Wealden werden ook fragmentarische pantsers gevonden die overeenkomen met een onbepaalde soort; deze exemplaren werden opgegraven in het Weald Sub-bassin van Sussex.
Jongere synoniemen zijn Stylemys hannoverana Maack 1869, Plesiochelys valdensis Lydekker, 1889, Plesiochelys vectensis Hooley, 1900 en Plesiochelys pumilio.
In 2014 werd door Perez-Garcia e.a. een Brodiechelys royoi benoemd. De soortaanduiding eert José Royo y Gomez. Het holotype is CMP-3b/181, een schild. 
De ontdekking van de soort Brodiechelys royoi in het Maestrazgo-bekken van Morella, Spanje had paleontologen doen beseffen dat sommige taxa van zoetwaterschildpadden een brede Europese verspreiding hadden tijdens het Vroeg-Krijt en tegelijkertijd aanwezig waren in zowel het Verenigd Koninkrijk als het Iberisch schiereiland. Brodiechelys royoi werd toegewezen aan Brodiechelys vanwege de geïdentificeerde overeenkomsten die het had met Brodiechelys brodiei, maar Brodiechelys royoi bezat verschillende autapomorfieën en daarom kunnen zijn exemplaren niet van Brodiechelys brodiei zijn geweest.